# جنبش پیشگیری از بارداری ایالات متحده
جنبش پیشگیری از بارداری ایالات متحده عنوان کارزار و جنبشی اصلاحگرا با هدف افزایش دسترسی به ابزار پیشگیری از بارداری از طریق قوانین و آموزش بود که بین سال‌های ۱۹۱۴ تا ۱۹۴۵ میلادی در ایالات متحده به جریان افتاد. این جنبش در سال ۱۹۱۴ آغاز شد؛ در این سال یک گروه سیاسی رادیکال در شهر نیویورک، به رهبری اما گلدمن، مری دنت و مارگارت سنگر، متوجه سختی‌هایی شدند که زنان قشرهای کم‌درآمد به خاطر زایمان و سقط جنین خودخواسته متحمل می‌شدند. سنگر هم‌زمان در تلاش بود تا موضوع پیشگیری از بارداری را به اصلاح نژاد سازمان‌یافته پیوند دهد. وی از اوایل دههٔ ۱۹۲۰ در ماهنامهٔ خود برث کنترل ریویو (نشریه کنترل زاد و ولد) مقالاتی را در این ارتباط به چاپ می‌رساند و به‌طور مرتب به منابع و مآخذ کارل پیرسون و چارلز داونپورت و دیگر دانشمندان ایدهٔ به‌نژادی استناد می‌نمود. این اشخاص به دنبال جلوگیری از تولیدمثل بخشی از جامعه بودند که آن‌ها را از نظر ژنتیکی نامطلوب می‌انگاشتند. سنگر و دیگر کنشگران در حالی که به دنبال اثبات حقانیت جنبش از طریق به‌نژادی سازمان یافته بودند، در جبههٔ سیاسی نیز به مبارزه پرداختند. چون در آن زمان پیشگیری از بارداری زشت و ناپسند تلقی می‌شد، فعالان جنبش قوانین کامستاک را هدف قرار دادند. این قوانین توزیع هرگونه کالای «زشت، مستهجن و/یا شهوت‌انگیز» را از طریق پست ممنوع کرده بود. سنگر با انتشار ماهنامهٔ خود با نام زن شورشی که حاوی بحثی در بارهٔ پیشگیری از بارداری بود، به امید آنکه بتواند دادگاه را به صدور رأی به نفع خود برانگیزاند، آگاهانه قانون را شکست. در سال ۱۹۱۶، سنگر نخستین درمانگاه پیشگیری از بارداری در ایالات متحده را تأسیس کرد، اما این درمانگاه بلافاصله توسط پلیس بسته شده و سنگر نیز به ۳۰ روز زندان محکوم شد.
نقطهٔ عطف مهم این جنبش در زمان جنگ جهانی اول بود. آن زمان مشخص شد که بسیاری از نظامیان ایالات متحده به بیماری‌های آمیزشی مبتلا هستند. واکنش دولت کارزار مقابله با بیماری‌های آمیزشی بود، که آمیزش جنسی و پیشگیری از بارداری را به عنوان مسئلهٔٔ بهداشت عمومی و موضوع پژوهش علمی به‌طور قانونی مطرح ساخت. این نخستین مرتبه‌ای بود که دولت ایالات متحده خود را درگیر حمایت از این موضوع و بحث عمومی دربارهٔ موضوعات جنسی کرده بود و در نتیجه پیشگیری از بارداری از یک موضوع اخلاقی به مسئلهٔ بهداشت عمومی تبدیل شد.
با تغییر رفتار جامعه نسبت به پیشگیری از بارداری، سنگر تشویق شد تا در سال ۱۹۲۳ دومین درمانگاه پیشگیری از بارداری را افتتاح نماید. با این تفاوت که این بار هیچگونه دستگیری یا مخالفتی در کار نبود. در دههٔ ۱۹۲۰، بحث‌های عمومی دربارهٔ پیشگیری از بارداری عادی و فراگیر شد و واژه «پیشگیری از بارداری» نیز کاملاً در گویش ملی جا افتاده بود. گستردگی دسترسی به ابزار پیشگیری از بارداری، نشانگر گذار از اخلاق جنسی سختگیرانهٔ دوره ویکتوریا به یک جامعهٔ سهل‌انگارتر از لحاظ جنسی بود.
پیروزی‌های حقوقی در دههٔ ۱۹۳۰ به تضعیف قوانین ضد پیشگیری از بارداری منجر گردید. موفقیت در دیوان عالی فدرال ایالات متحده آمریکا باعث شد تا در سال ۱۹۳۷، انجمن پزشکی آمریکا پیشگیری از بارداری را به عنوان یکی از اجزای اصلی برنامه‌های آموزشی دانشکده‌های پزشکی بپذیرد اما جامعه پزشکی در پذیرفتن این مسئولیت جدید به آهستگی گام برداشت و زنان برای پیشگیری از بارداری همچنان به روش‌های غیر ایمن و توصیه‌های غیر کارآمد ضدبارداری از منابع کم‌اطلاع اعتماد می‌کردند. در سال ۱۹۴۲ فدراسیون فرزندپروری تنظیم‌شدهٔ آمریکا تأسیس شد تا شبکهٔ سراسری درمانگاه‌های کنترل بارداری را در کشور تشکیل دهد. پس از جنگ جهانی دوم جنبش قانونی کردن پیشگیری از بارداری به تدریج به سرانجام رسید، چرا که پیشگیری از بارداری کاملاً از دیدگاه پزشکی پذیرفته شد و سایر قوانین ضد پیشگیری از بارداری نیز دیگر اجرا نمی‌شدند.

## پیشگیری از بارداری در قرن نوزدهم

### فعالیت‌های پیشگیری از بارداری

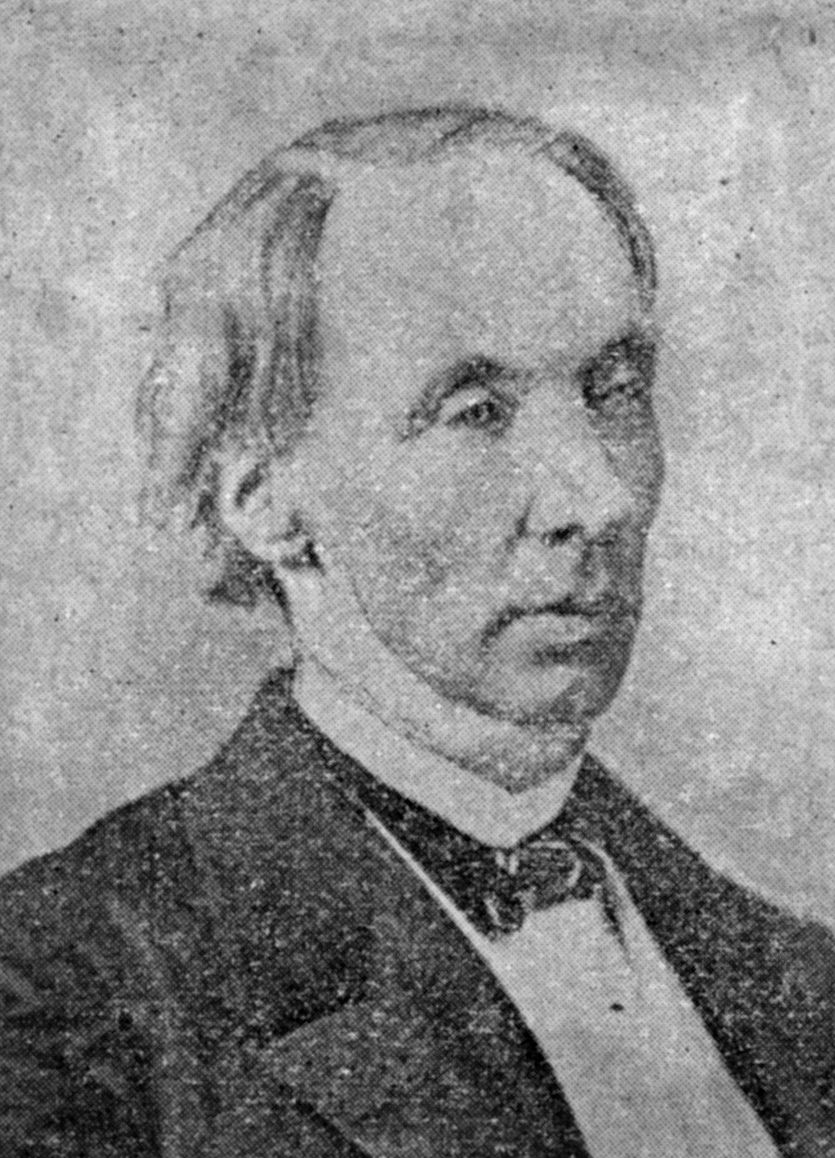
رابرت دیل اوون نویسندهٔ اولین کتابِ انتشاریافته با موضوع پیشگیری از بارداری در ایالات متحده آمریکا.

پیش از آن که در سال ۱۹۱۴ میلادی جنبش پیشگیری از بارداری برای قانونی شدن، کار خود را آغاز کند، شیوه‌های مختلفی از پیشگیری از بارداری در سراسر ایالات متحده معمول بود. این شیوه‌های قدیمیِ مورد استفاده عبارت بودند از: متد ریتم، نزدیکی منقطع، دیافراگم، اسفنج‌های ضدبارداری، کاندوم، شیردهی طولانی مدت و اسپرم‌کش.
هرچند که پیشگیری از بارداری در میان طبقهٔ متوسط و مرفهِ جامعه نسبتاً شایع بود، اما این موضوع به‌ندرت در مجامع عمومی مورد بحث قرار می‌گرفت. نخستین کتابی که به بحث دربارهٔ پیشگیری از بارداری در ایالات متحده پرداخت، کتابی با نام فیزیولوژی اخلاقی؛ یا رساله‌های مختصر و ساده در مورد مسئلهٔ جمعیت بود که در سال ۱۸۳۱ و توسط رابرت دیل اوون منتشر شد. کتاب مذکور به این موضوع اشاره داشت که تنظیم خانواده تلاشی قابل ستایش است و لذت جنسی، فارغ از مقولهٔ تولید مثل، یک عمل غیراخلاقی نیست. اوون روش نزدیکیِ منقطع را پیشنهاد داد، اما دربارهٔ کاندوم‌ها و اسفنج نیز توضیحاتی ارائه نمود. در ادامهٔ این بحث، کتابی با نام میوه‌های فلسفی: همنشین خصوصی جوانان متأهل نوشتهٔ چارلز نولتن در سال ۱۸۳۲ انتشار یافت که در آن دوش واژینال را توصیه می‌کرد. نولتن در ماساچوست به اتهام انجام امور مستهجن تحت تعقیب قرار گرفت و مدت سه ماه را در زندان گذراند.
استفاده از روش‌های پیشگیری از بارداری در قرن نوزدهم افزایش یافت که نتیجهٔ آن کاهش پنجاه درصدی میزان کلی باروری در ایالات متحده آمریکا به‌ویژه در مناطق شهری، میان سال‌های ۱۸۰۰ تا ۱۹۰۰ بود. شیوه‌های پیشگیری از بارداری در اروپا نسبت به ایالات متحده آمریکا زودتر مورد پذیرش قرار گرفت. کتاب نولتن در سال ۱۸۷۷ در انگلستان توسط چارلز بردلو و آنی بسانت، با هدف به چالش کشیدن قوانین قباحت بریتانیا تجدید چاپ شد. بردلو و بسانت دستگیر، و بعد از آن تبرئه شدند؛ اما انتشار محاکمهٔ آن‌ها باعث تشکیل لیگ مالتوس، اولین گروه حمایت از کنترل زادوولد در دنیا شد. این سازمان به دنبال محدود کردن رشد جمعیت بود، تا از پیش‌بینی‌های نگران‌کنندهٔ توماس مالتوس جلوگیری کند. مالتوس معتقد بود رشد تصاعدی جمعیت منجر به فقر در سطح جهانی و قحطی می‌شود.
در سال ۱۹۳۰، انجمنهای مشابهی تقریباً در تمامی کشورهای اروپایی تأسیس شده، و کنترل زادوولد در بیشتر کشورهای اروپای غربی به‌جز مناطق کاتولیک ایرلند، اسپانیا و فرانسه مورد پذیرش جامعه قرار گرفته‌بود. با گسترش انجمنهای پیشگیری از بارداری در سرتاسر اروپا، درمانگاه‌های کنترل بارداری نیز در کشورهای مختلفِ اروپا گسترش یافت. نخستین درمانگاه پیشگیری از بارداری در جهان، به سال ۱۸۸۲ در هلند تأسیس شد که توسط اولین پزشک زن هلندی التا جاکوبس اداره می‌شد. اولین درمانگاه پیشگیری از بارداری انگلستان نیز در سال ۱۹۲۱ توسط ماری استوپس در لندن تأسیس شد.
اما در ایالات متحده، تنها نظرسنجی شناخته‌شدهٔ قرن نوزدهم دربارهٔ عادات پیشگیری از بارداری زنان آمریکایی توسط کلیلیا دوئل موشر بین سال‌های ۱۸۹۲ تا ۱۹۱۲ انجام گرفته‌است. این بررسی بر روی یک نمونهٔ کوچک از زنانِ طبقهٔ فرادست صورت گرفته‌است و نشان می‌دهد که بیشتر آن‌ها از روش‌های پیشگیری از بارداری — عمدتاً روش‌های دوش واژینال و همین‌طور نزدیکی منقطع، روش ریتمیک، کاندوم و کلاهک دهانهٔ رحم — استفاده می‌کردند و رابطهٔ جنسی را به‌عنوان یک عمل لذت‌بخش می‌پنداشتند که می‌تواند بدون هدف تولید مثل انجام گیرد.

### ممنوعیت پیشگیری از بارداری

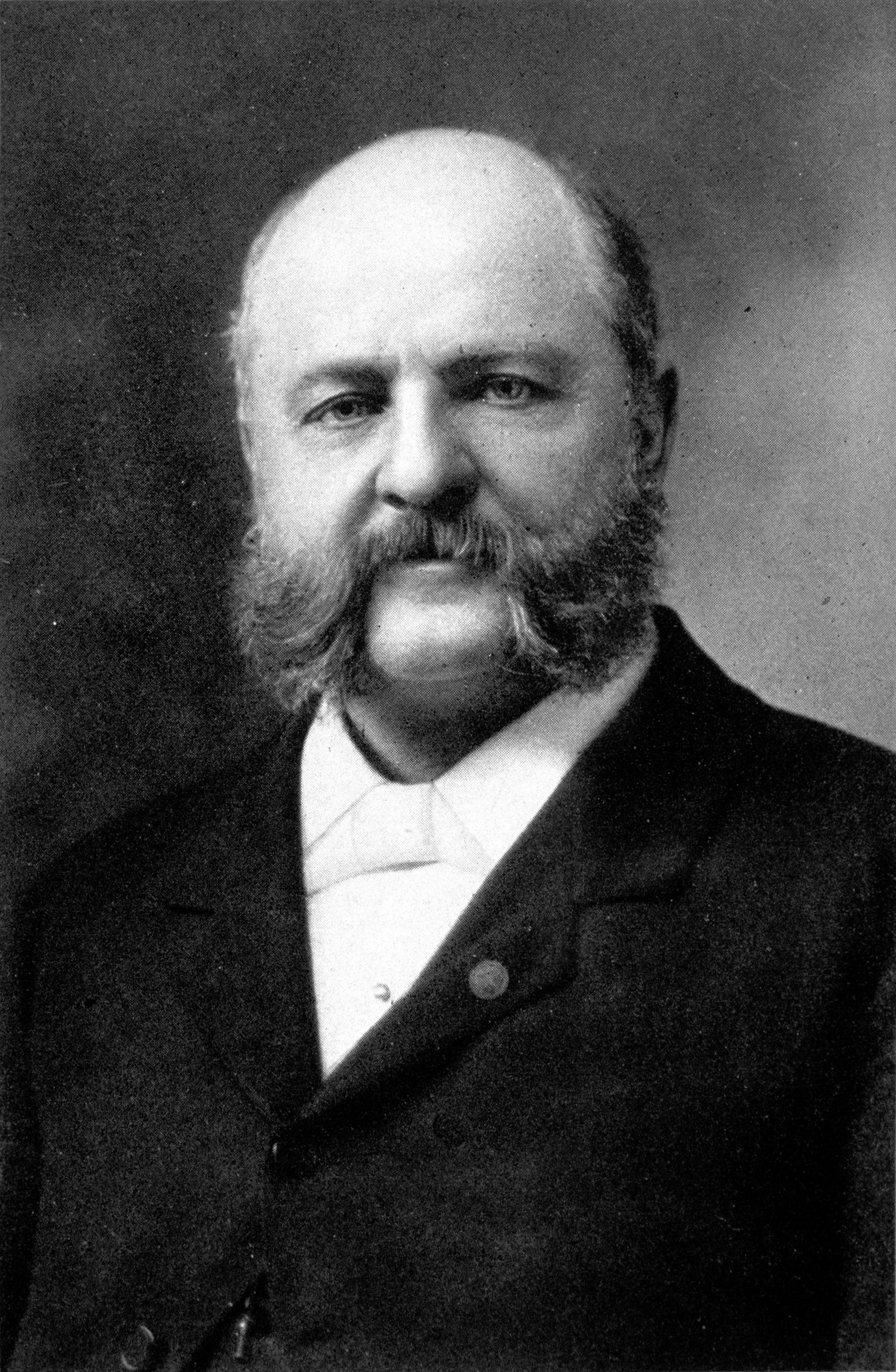
آنتونی کامستاک مسئول بسیاری از قوانین ضد پیشگیری از بارداری در ایالات متحده آمریکا بود.

پیشگیری از بارداری در ایالات متحده و در اغلب سال‌های قرن نوزدهم، امری قانونی بود. اما در دههٔ ۱۸۷۰ جنبشی با نام جنبش پاکی قدرت گرفت که هدفش به‌طور کلی، غیرقانونی کردن رذیلت و به‌ویژه تن‌فروشی و امور مستهجن بود، و در آغاز بیشتر از اصلاح‌طلبان اخلاقی پروتستان و زنان طبقهٔ متوسط تشکیل شده‌بود. این جنبش که در دورهٔ ویکتوریا رخ داد، به پیشگیری از بارداری حمله می‌کرد، چون آن را عملی غیراخلاقی می‌دانست که رواج‌دهندهٔ فحشا و بیماری‌های آمیزشی است. آنتونی کامستاک، بازرس پستی و رهبر جنبش پاکی، با انجام لابی و سخنرانی‌هایی موفق شد در سال ۱۸۷۳، مجموعه قوانین فدرال کامستاک را به تصویب برساند. این قوانین، خدمات پستی ایالات متحده آمریکا را از انتقال هرگونه مقاله یا هر چیزِ دیگرِ تهیه‌شده جهت پیشگیری از بارداری یا انجام سقط جنین منع می‌کرد. بسیاری از دیگر ایالت‌ها نیز قوانین مشابهی را — که همگی به‌عنوان قوانین کامستاک شناخته می‌شدند — به تصویب رساندند. گاهی علاوه بر ممنوعیت پستی، با غیرقانونی کردن استفاده از وسایل ضدبارداری، دامنهٔ این قوانین فدرال را گسترش می‌دادند. کامستاک برای آن که مسبب هزاران دستگیری و از بین بردن هزاران کتاب و جزوه شده‌بود، به خود افتخار می‌کرد.
کامستاک و متحدانش جهت مقابله و شکست دادن لیبرترین‌ها و آرمان‌خواهان که شامل جنبش عشق آزاد می‌گردید، دست به کار شدند تا مانع از ابتکار عمل آن‌ها در جهت ترویج آزادی جنسی و برابری زنان در مقولهٔ لغو ازدواج شوند. حامیان عشق آزاد تنها گروهی بودند که در قرن نوزدهم فعالانه به مخالفت با قوانین کامستاک پرداختند، و راه را برای آغاز جنبش پیشگیری از بارداری هموار کردند.
تلاش‌های جنبش عشق آزاد موفقیتی به همراه نداشت. در ابتدای قرن بیستم، دولت‌های فدرال و ایالتی سخت‌گیری و دقت بیشتری بر اجرای قوانین کامستاک داشتند. در پاسخ به این اقدام، پیشگیری از بارداری به محفل‌های خصوصی کشیده شد و مخفیانه صورت می‌گرفت، اما از حرکت بازنایستاد. چاپ مطالب مرتبط در این مورد کاهش یافت و اگر تبلیغی نیز پیدا می‌شد، ضمنی و غیرمستقیم، مانند استفاده از عبارات «کمک زناشویی» یا «دستگاه‌های بهداشتی» بود. داروخانه‌ها به فروش کاندوم، تحت نام «محصولات لاستیکی» و کلاهک دهانه رحم، با عنوان «حامی رحم»، ادامه می‌دادند.

## آغاز (۱۹۱۴–۱۹۱۶)

### جنبشآزادی بیان

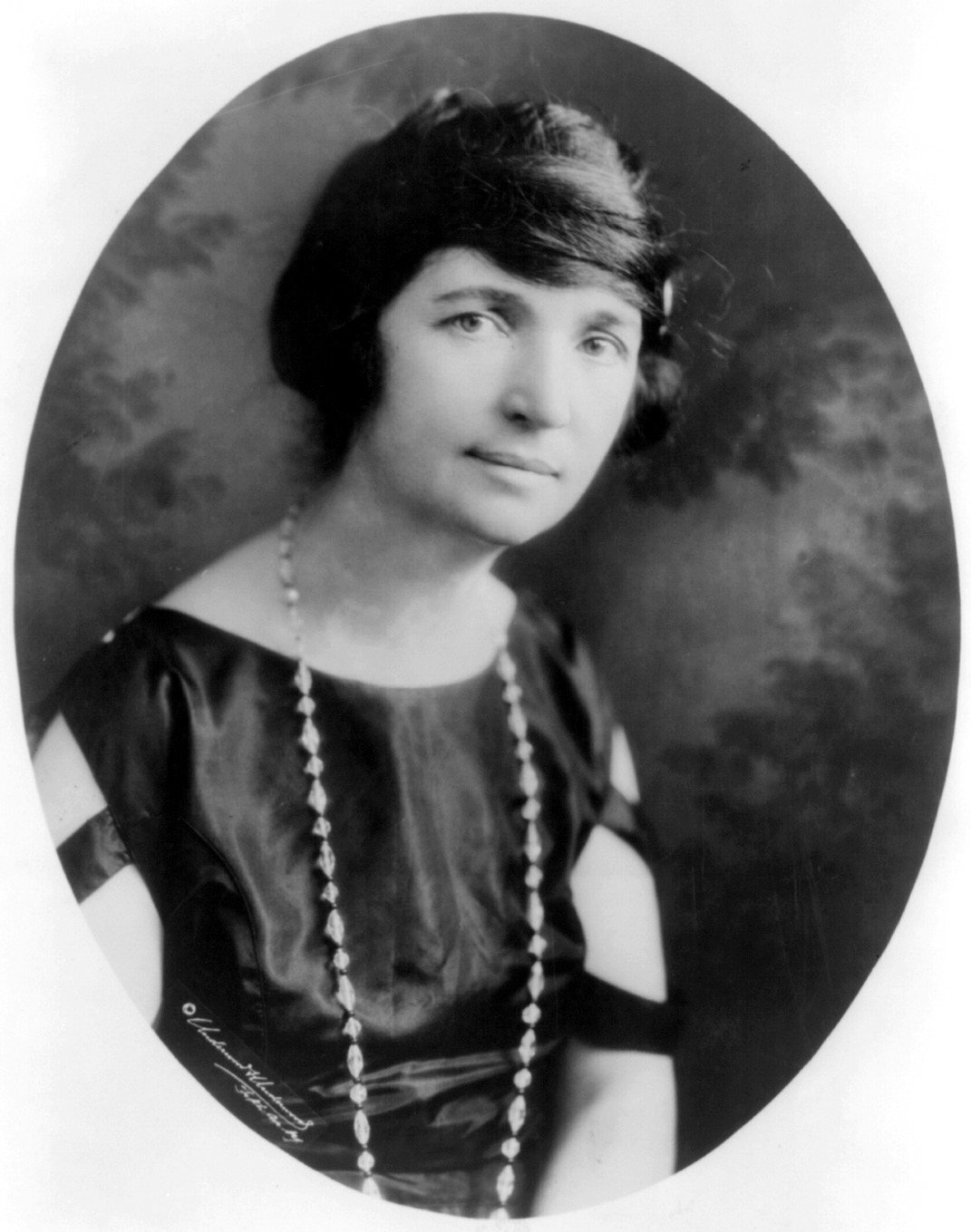
مارگارت سنگر رهبر جنبش پیشگیری از بارداری بود.

در گذر قرن ۱۹ به ۲۰، جنبشی فعال در دهکده گرینویچ به وجود آمد که به دنبال لغو ممنوعیت آزادی بیان بود. این جنبش توسط رادیکال‌ها، فمینیست‌ها، آنارشیست‌ها و آتئیست‌هایی مانند عزرا هیوود، موزس هارمن، دی. ام. بنت و اما گلدمن حمایت می‌شد. این کنشگران معمولاً قوانین ضد امور مستهجن را مورد حمله قرار می‌دادند و پس از آن نیز تلاش‌های دولت جهت سرکوب سخنان انتقادی از جنگ جهانی اول را هدف قرار دادند. پیش از سال ۱۹۱۴، جنبش آزادی بیان بر روی مسائل سیاسی تمرکز داشت و به‌ندرت به موضوع پیشگیری از بارداری می‌پرداخت.
در سال ۱۹۱۲، پرستاری به نام مارگارت سَنگِر — که مادرش در طول ۲۲ سال هجده مرتبه باردار شده، و در سن پنجاه سالگی از بیماری سل و سرطان دهانه رحم جان خود را از دست داده‌بود — به حلقهٔ اطرافیان گلدمن، متشکل از رادیکال‌ها، سوسیالیست‌ها و بوهمین‌ها پیوست. در سال ۱۹۱۳، سنگر در ناحیهٔ لوور ایست ساید نیویورک و اغلب با زنان فقیری کار می‌کرد که از زایمان‌های مکرر و سقط جنین‌های عمدی رنج می‌بردند. سنگر، پس از یک موردِ بسیار غم‌انگیزِ پزشکی نوشت: «کیف پرستاری را به کناری انداختم و عهد بستم تا زمانی که برای زنان کارگر، آگاهی لازم دربارهٔ پیشگیری از بارداری را ممکن نکرده‌باشم، بیمار دیگری را نپذیرم.» سنگر به کتابخانه‌های عمومی رفت و به دنبال اطلاعاتی دربارهٔ پیشگیری از بارداری گشت، اما هیچ اطلاعاتی پیدا نکرد. او بسیار خشمگین شد که زنان کارگر نمی‌توانستند به پیشگیری دسترسی داشته‌باشند، در حالی که زنان طبقهٔ مرفه با پزشک خصوصی، می‌توانستند از بارداری جلوگیری کنند.

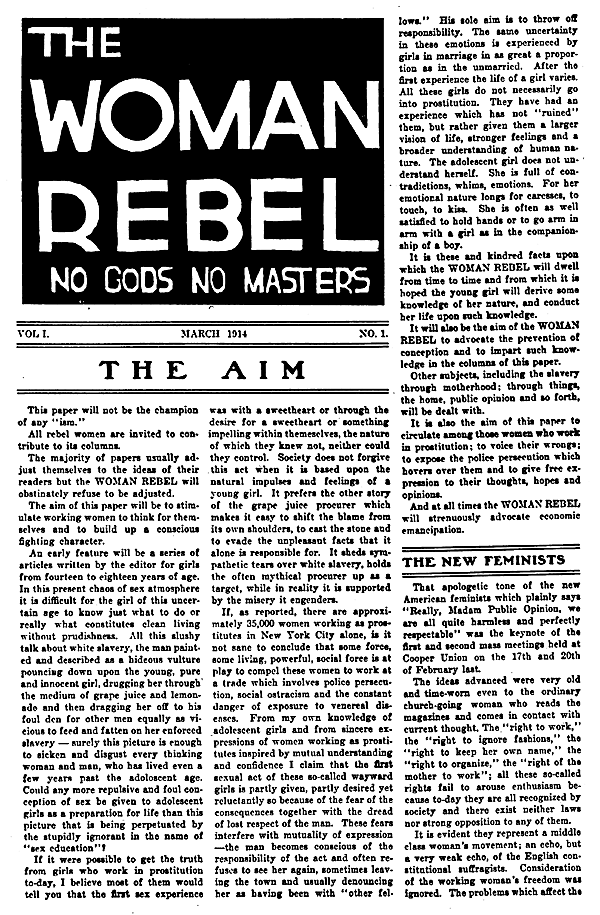
اولین شمارهٔ ماهنامهٔ د وومن ربل، مارس ۱۹۱۴

تحت تأثیر گلدمن و سازمان آزادی بیان، سنگر مصمم شد تا قوانین کامستاک در زمینهٔ غیرقانونی بودن پخش اطلاعات مربوط به پیشگیری از بارداری را به چالش بکشد. با این هدف، در سال ۱۹۱۴ اقدام به انتشار ماهنامه‌ای ۸ برگی با نام د وومن ربل یا زن شورشی نمود که در آن به ترویج پیشگیری از بارداری با شعار «بدون خدایان، بدون ارباب‌ها» می‌پرداخت در آن مقاله اظهار داشت که هر زن، باید «ملکهٔ مطلق بدن خود» باشد. سنگر اصطلاح «کنترل بارداری» را که اولین بار در یکی از صفحات زن شورشی نوشته شده‌بود، به‌عنوان جایگزینی برای اصطلاحات نرم‌تری، مانند عبارت محدود کردن خانواده، مورد استفاده قرار داد.
هدف سنگر در زمینهٔ به چالش کشیدن قانون، هنگامی عملی گردید که در اوت ۱۹۱۴ به دادگاه کشیده شد؛ اما دادستان‌ها تمرکز خود را به جای پیشگیری از بارداری، بر روی نوشته‌های او دربارهٔ آدم‌کشی و ازدواج قرار داده‌بودند. سنگر، از ترس اینکه پیش از فراهم‌شدن موقعیتی برای بحث دربارهٔ پیشگیری از بارداری در دادگاه، زندانی شود، به انگلستان گریخت.
در مدتی که سنگر در اروپا اقامت داشت، همسرش کارهای او را دنبال می‌کرد؛ و متعاقب آن، به دلیل اینکه یک رسالهٔ چاپی از جزوهٔ پیشگیری از بارداری را به یکی از کارگزاران مخفی پست داده‌بود بازداشت گردید. اعلام بازداشت و حکم ۳۰ روزهٔ زندان برای او باعث شد تا چندین نشریهٔ اصلی مانند هارپرز ویکلی و نیویورک تریبون مقالاتی را دربارهٔ مباحثهٔ پیشگیری از بارداری منتشر کنند. اما گلدمن و بن رایتمن به سراسر کشور سفر کرده و با ایراد سخنرانی به حمایت از سنگر پرداختند و رونوشت‌هایی از جزوهٔ محدود کردن خانواده را پخش کردند. تبعید سنگر و دستگیری شوهرش جنبش پیشگیری از بارداری را به صدر خبرهای آمریکا بُرد.

### اولین سازمان‌های پیشگیری از بارداری

مری دنت از بنیانگذاران نخستین سازمان ملی پیشگیری از بارداری و سازمان فرزندپروری داوطلبانه در ایالات متحده

در بهار سال ۱۹۱۵، طرفداران سنگر که توسط مری دِنِت رهبری می‌شدند، به تشکیل سازمان ملی پیشگیری از بارداری اقدام نمودند که اولین سازمان پیشگیری از بارداری ایالات متحده محسوب می‌شد. در سال ۱۹۱۵ سازمان‌های کوچکتر منطقه‌ای در سان فرانسیسکو، پورتلند، اورگان، سیاتل و لس آنجلس به وجود آمدند.
سنگر در اکتبر سال ۱۹۱۵ به ایالات متحده آمریکا بازگشت. او تصمیم گرفت نخستین درمانگاه پیشگیری از بارداری را بر مبنای مدل نخستین‌گونهٔ این نوع درمانگاه در جهان که در آمستردام دیده‌بود، تأسیس کند. او می‌بایست در ابتدا برای رفع اتهامات خویش مبارزه می‌کرد. وکیل معروف کلارنس دارو پیشنهاد داد که به رایگان از سنگر دفاع می‌کند. اما در اوایل ۱۹۱۶ دادگاه با تسلیم در مقابل فشارهای عمومی اتهامات را رد کرد. با رفع تهدید زندان، سنگر یک دورهٔ موفق سخنرانی را در سرتاسر کشور آغاز کرد که موجب شد تا او به عنوان رهبر جنبش پیشگیری از بارداری ایالات متحده شناخته شود. دیگر رهبران جنبش و کسانی مانند ویلیام جی رابینسون و مری دنت تصمیم گرفتند تا بیشتر در پشت صحنه کار کنند یا توجه خود را بر دیگر دلایل بگذارند. مدتی بعد و در سال ۱۹۱۶، سنگر به بوستون رفت تا حمایت خود را از سازمان پیشگیری از بارداری ماساچوست و کنشگر پیشگیری از بارداری محبوس، ون کلیک آلیسون، اعلام نماید.

### اولین درمانگاه پیشگیری از بارداری

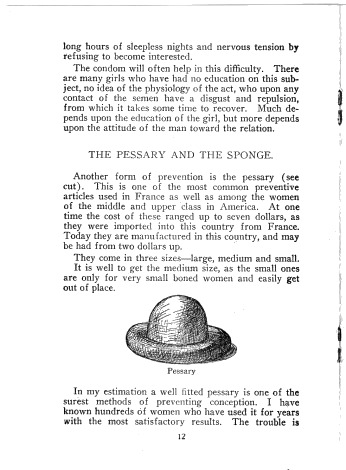
این صفحهٔ رسالهٔ برث کنترل در ۱۹۱۴ مربوط به مقالهٔ محدود کردن خانواده و توضیحی دربارهٔ کلاهک دهانهٔ رحم است.

در دورهٔ سخنرانی‌های سال ۱۹۱۶، سنگر به ترویج درمانگاه‌های پیشگیری از بارداری بر مبنای شیوهٔ هلندی پرداخت که پیش‌تر و در طول مسافرتِ سال ۱۹۱۴ به اروپا آن‌ها را دیده‌بود. با وجود آن که وی مشوقِ بسیاری از جوامع محلی در زمینهٔ افتتاح یک سازمان پیشگیری از بارداری شده‌بود، اما هیچ درمانگاهی تأسیس نشد. به همین دلیل او تصمیم گرفت که یک درمانگاه پیشگیری از بارداری را در نیویورک و با هدف ارائه خدمات رایگان پیشگیری از بارداری تأسیس نماید. قانون ایالت نیویورک، توزیع ابزار و حتی اطلاعات مربوط به پیشگیری از بارداری را ممنوع کرده‌بود. اما سنگر امیدوار بود بتواند با کمک بخش‌هایی از قانون که اجازهٔ تجویز پیشگیری از بارداری را به پزشک در جهت جلوگیری از بیماری‌ها می‌داد، برای پیش‌بردن اهداف خود استفاده نماید. در ۱۶ اکتبر ۱۹۱۶ وی یک درمانگاه در براونزویل بروکلین افتتاح نمود که با بیش از ۱۰۰ مراجعه‌کنندهٔ زن در اولین روز افتتاحش یک موفقیت زودهنگام را به دست آورد. چند روز پس از بازگشایی این درمانگاه، یک پلیس مخفی زن با خرید یک کلاهک دهانهٔ رحم در درمانگاهش، وی را بازداشت کرد. با مقاومت از همراهی با پلیس، سنگر و یکی از همکارانش به بیرون از درمانگاه کشانده شدند. درمانگاه تعطیل شد و دیگر هیچ درمانگاه دیگری تا سال ۱۹۲۳ در ایالات متحده باز نشد. دادگاه محاکمهٔ سنگر در ژانویهٔ ۱۹۱۷ آغاز گردید. گروه بزرگی از زنان ثروتمند و بانفوذ با هدف تشکیل گروهی به نام «کمیتهٔ صد نفره» که جنبشی پیشرو بود، در کنار یکدیگر جمع شدند تا برای سنگر و ان‌بی‌سی‌ال کمک مالی جمع‌آوری نمایند. این کمیته همچنین شروع به انتشار ماهانهٔ برث کنترل ریویو و تأسیس شبکه‌ای از ارتباطات با سیاستمداران قدرتمند، کنشگران و چهره‌های مطبوعاتی نمود. با وجود حمایت‌های بسیار، سنگر محکوم شد و قاضی یک حکم ملایم را پیشنهاد داد، مشروط به اینکه سنگر اقدام به شکستن دوبارهٔ قانون ننماید. اما سنگر پاسخ داد که «من نمی‌توانم به قانون، به گونه‌ای که امروز وجود دارد، احترام بگذارم.» او حکم خود را با سپری‌کردن ۳۰ روز در زندان گذراند.
دیگر کنشگران نیز جهت پیشبرد جنبش فعالیت می‌کردند. اما گلدمن در ۱۹۱۶ به دلیل پخش و توزیع اطلاعات دربارهٔ پیشگیری از بارداری بازداشت شد. آبراهام جکوبی نیز تلاش‌های ناموفقی انجام داد تا جامعهٔ پزشکی نیویورک را متقاعد نماید که قانون را تغییر داده و به پزشکان اجازه دهد تا به توزیع اطلاعات دربارهٔ پیشگیری از بارداری بپردازند.

## پذیرش و مقبولیت (۱۹۱۷–۱۹۲۳)

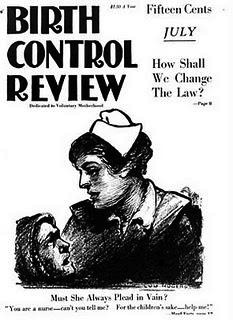
برث کنترل ریویو ماهنامه‌ای بود که از سال ۱۹۱۷ تا ۱۹۴۰ انتشار می‌یافت.

تبلیغاتی که از محاکمهٔ سنگر به وجود آمد، اشتیاق زیادی را ایجاد کرد به‌طوری‌که به موجب آن، تا پایان سال ۱۹۱۷ میلادی، بیش از ۳۰ سازمان پیشگیری از بارداری در ایالات متحده وجود داشت. سنگر همواره نسبت به روابط عمومی هوشیار بود و از علنی بودن محاکمهٔ خود برای پیشبرد دلایل و اهداف خود استفاده می‌کرد. پس از محاکمه، او به‌عنوان شاخص‌ترین و قابل‌رؤیت‌ترین رهبر جنبش ظاهر شد. دیگر رهبران ازجمله ویلیام جی رابینسون، مری دنت و بلانش ایمز ایمز نمی‌توانستند با کاریزما، جذبه و شوری که او به پا کرده‌بود رقابت کنند.
جنبش پیشگیری از بارداری از یک جنبش رادیکال با ریشهٔ طبقهٔ کارگر، به کمپینی ارتقا یافته‌بود که توسط اجتماع زنان و لیبرال‌ها حمایت می‌شد. سنگر به اتفاق همکاران و طرفدارانش از شعارهای رادیکال کاستند و به‌جای آن بر روی مزایای اجتماعی–اقتصادی پیشگیری از بارداری تأکید بیشتری ورزیدند، سیاستی که موجب افزایش مقبولیت جنبش میان عامهٔ آمریکاییان شد. پوشش رسانه‌ای بیشتری شکل گرفت و چندین فیلم صامت در سال‌های ۱۹۱۰ با موضوع پیشگیری از بارداری — ازجمله فیلم پیشگیری از بارداری، ساختهٔ سنگر که وی نقش خود را در آن بازی می‌کند — تولید شد.
اما مخالفت با پیشگیری از بارداری همچنان به قوت خود باقی ماند. قوهٔ مقننهٔ ایالتی از قانونی کردن پیشگیری از بارداری و توزیع اطلاعات مربوط به جلوگیری از بارداری خودداری کرد. رهبران دینی سخنرانی کردند و زنانی را که «راحتی و مد» را بر مادر بودن ترجیح می‌دادند، مورد حمله و سرزنش قرار دادند. طرفداران ایدهٔ به‌نژادی نیز نگران آن بودند که پیشگیری از بارداری، موجب افزایش تفاوت تعداد تولد آمریکایان «سفیدپوست قدیمی» با مهاجران و «رنگین‌پوست‌ها» شود.
سنگر شرکت انتشارات زن نیویورک را در سال ۱۹۱۸ پایه‌گذاری نمود. با نظارت وی این شرکت انتشار برث کنترل ریویو را بر عهده گرفت.کیتی ماریون، کنشگر بریتانیایی سافراجت، به دلیل ایستادن در خیابان‌های نیویورک و فروش ماهنامهٔ برث کنترل ریویو، و فروختن آن به ارزش ۲۰ سنت برای هر نسخه، با تهدیدات زیادی ازجمله تهدید به مرگ، طعنه، آب دهان انداختن، آزار فیزیکی و همین‌طور آزار و اذیت توسط پلیس مواجه شد. در طول مدت زمان ۱۰ سال، او ۹ مرتبه به دلیل طرفداری از پیشگیری از بارداری بازداشت شد.

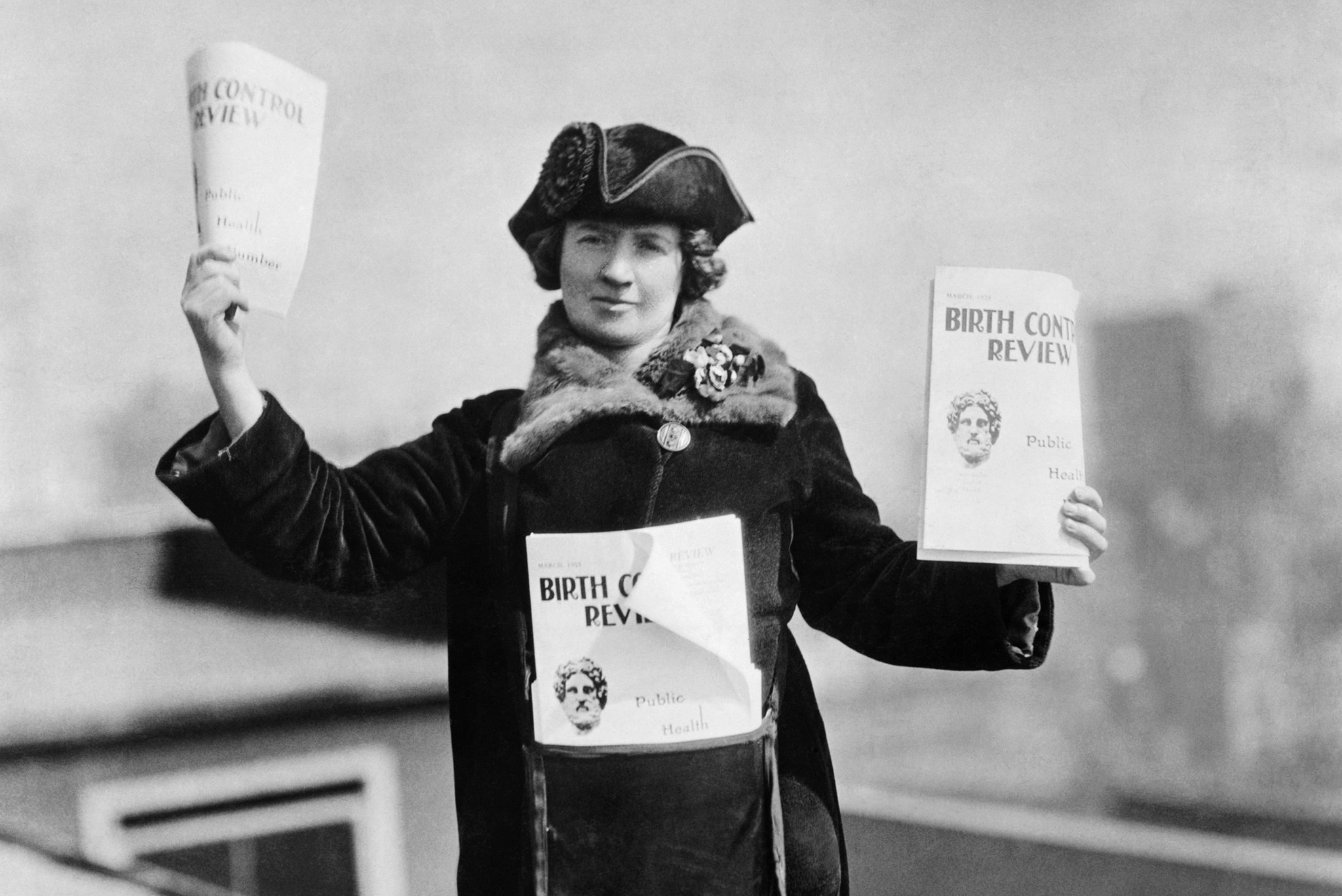
کیتی ماریون کنشگر سافراجت و نسخه‌هایی از مجله برث کنترل ریویو در دستانش.

### پیروزی قانونی
سنگر درخواست تجدید نظری را برای محکومیتش در سال ۱۹۱۷ ارائه نمود و در سال ۱۹۱۸ موفق به کسب پیروزی نسبی مورد مختلف برمبنای تصمیمی متفق‌القول و هماهنگ توسط دادگاه تجدیدنظر نیویورک شد که به دست قاضی فردریک ای.کرین نوشته شد. دادگاه محکومیت وی را تأیید نمود اما در عین حال عنوان کرد که در صورت تجویز پزشکان، اجازه پیشگیری از بارداری را صادر خواهد نمود. این تصمیم تنها مربوط به منطقهٔ نیویورک بود، جایی که درهای خود را برای تأسیس درمانگاه پیشگیری از بارداری تحت نظارت پزشک باز کرده‌بود. اما سنگر بلافاصله از این فرصت استفاده نکرد و با گمان اینکه حرفهٔ پزشکی در این امر پیشتاز خواهد بود، تمرکز خود را بر روی نوشتن و تدریس و سخنرانی گذاشت.

### جنگ جهانی اول و کاندوم
جنبش پیشگیری از بارداری، در نتیجهٔ بحرانی که برای ارتش ایالات متحده در رابطه با ابتلای گستردهٔ سربازان آمریکایی به بیماری‌های سیفلیس و سوزاک در دوران جنگ جهانی اول به وجود آمد، موفقیت غیرمنتظره‌ای را به دست آورد. ارتش متعهد شد کارزارِ آموزشی گسترده‌ای با تأکید بر پرهیز جنسی تشکیل داده و جهت پیشگیری از بارداری، راهنمایی‌های لازم را ارائه نماید. البته ارتش تحت فشارِ طرفدارانِ جنبش پاکی، از توزیع یا حتی تأیید کاندوم خودداری کرد، و بدین شکل به تنها ارتش حاضر در جنگ جهانی اول مبدل شد که برای نیروهایش کاندوم عرضه نکرد. زمانی که سربازان ایالات متحده در اروپا حضور داشتند، دسترسی به کاندوم‌های لاستیکی به آسانی فراهم بود و هنگامی که به آمریکا بازگشتند، به استفاده از کاندوم به عنوان روش ترجیحی خود برای پیشگیری از بارداری ادامه دادند.
جنبش ضد بیماری‌های مقاربتیِ ارتش، یک نقطهٔ عطف بود. این نخستین مرتبه‌ای بود که یک سازمان دولتی درگیر بحثی عمومی و ادامه‌دار دربارهٔ مسایل جنسی شده‌بود. این گفتمان عمومی دولتی، آمیزش جنسی را از موضوعی مخفی به یک موضوع قانونی پژوهش علمی تغییر داد، و پیشگیری از بارداری را از موضوعی اخلاقی به مسئلهٔ بهداشت عمومی تبدیل کرد.

### تلاش‌های قانونی
در طول جنگ جهانی اول، مری دنت تلاش‌های خود را بر روی جنبش صلح متمرکز کرد؛ اما در سال ۱۹۱۸ به فعالیت‌هایش در زمینهٔ جنبش پیشگیری از بارداری بازگشت. او به رهبری خود، در سازمان ملی پیشگیری از بارداری، ادامه داد و با شرکت انتشارات زن نیویورک متعلق به سنگر هم همکاری کرد. در سال ۱۹۱۹ دنت رساله‌ای آموزشی به نام سکس ساید آو لایف (یا جنبهٔ جنسی زندگی) را به‌طور گسترده منتشر کرد. این جزوه به سکس، به‌عنوان یک امر طبیعی و لذت‌بخش می‌پرداخت. با این حال در همان سال دنت خسته از کمبود همیشگی منابع مالی در سازمان ملی پیشگیری از بارداری، از این شرکت جدا شد و سازمان والنتری پرنتهود لیگ را تشکیل داد. دنت و سنگر هر دو تغییراتی قانونی را جهت پیشگیری از بارداری پیشنهاد دادند، اما هر یک رویکرد متفاوتی را پی گرفتند. سنگر به پیشگیری از بارداری تنها تحت نظارت پزشک معتقد بود، اما دنت برای پیشگیری از بارداری بدون محدودیت تلاش می‌کرد. سنگر که طرفدار روش دیافراگم بود، نگران آن بود که دسترسی نامحدود، منجر به تولید دیافراگم‌های نامناسب شده و به سودجویی پزشکی منتهی شود. اما دنت نگران آن بود که ملزم کردن زنان به گرفتن نسخه از پزشک، باعث شود که زنان فقیر از دریافت خدمات پیشگیری از بارداری محروم بمانند. او همچنین از بابت وجود تعداد کافی پزشکان در حوزهٔ پیشگیری از بارداری نیز نگرانی داشت. تلاش‌های قانونی هر دوی آن‌ها به شکست انجامید. بخشی از دلایل شکست به این سبب بود که بعضی از قانونگذاران فکر می‌کردند که ترس از بارداری تنها عاملی است که زنان را پاکدامن نگهداشته‌است. در اوایل دههٔ ۱۹۲۰ نقش رهبری سنگر در جنبش تثبیت شد؛ به دلیل این که در مجامع عمومی سخنرانی می‌کرد، و برای حذف دنت از جلسات و رخدادها قدم‌هایی برداشت.

### سازمان پیشگیری از بارداری آمریکا
هرچند که سنگر با انتشار ماهنامهٔ برث کنترل ریویو بین سال‌های ۱۹۲۰–۱۹۱۹ در زمینهٔ پیشگیری از بارداری فعال بود، اما در آن زمان با هیچ‌یک از دو سازمان اصلی پیشگیری از بارداری یعنی سازمان ملی پیشگیری از بارداری  و سازمان فرزندپروری داوطلبانه به‌طور رسمی همکاری و وابستگی نداشت. او در سال ۱۹۲۱ متقاعد شد که برای به‌دست آوردن حمایت افراد حرفه‌ای و جامعهٔ علمی نیازمند همکاری با یک گروه رسمی است. اما به‌جای پیوستن به یکی از سازمان‌هایی که در آن زمان وجود داشت، خود تصمیم به تشکیل یک سازمان جدید گرفت. در گام نخست، او به سازماندهی اولین کنفرانس پیشگیری از بارداری آمریکا که در نوامبر ۱۹۲۱ در شهر نیویورک برگزار شد، پرداخت. در شب پایانی کنفرانس، در حالی که سنگر آماده می‌شد در تاون‌هال نیویورک که مملو از جمعیت بود سخنرانی کند، پلیس به این جلسه یورش برد و او را به دلیل رفتار اخلالگرانه بازداشت کرد. او از روی صحنه فریاد زد: «ما طبق قانون اساسی حق داریم تا این کنفراس را برگزار کنیم… بگذارید (آن‌ها) اگر می‌خواهند ما را با چماق بزنند.» او خیلی زود آزاد شد. روز بعد مشخص شد که پاتریک جوزف هیز، کاردینال اسقف‌نشین نیویورک کلیسای کاتولیک، به پلیس فشار آورده تا کنفرانس را تعطیل کنند. یورش به سیتی‌هال نقطهٔ عطفی برای جنبش بود: مخالفت‌های پزشکی و دولتی کم‌رنگ شد، و کلیسای کاتولیک به‌عنوان تنها صدای قدرتمندِ مخالف ظاهر شد. پس از پایان کنفرانس، سنگر و حامیانش سازمان پیشگیری از بارداری آمریکا را تأسیس کردند.

«ما باور داریم که بچه‌ها باید (۱) در عشق به‌وجود آیند، (۲) با آگاهی و میل مادر به دنیا بیایند، (۳) و تنها در صورت سالم بودن متولد شوند؛ بنابراین باور داریم که هر زن باید قدرت و آزادی پیشگیری از بارداری را داشته‌باشد، مگر این‌که این موارد برقرار باشد.»
بیانیهٔ سازمان پیشگیری از بارداری آمریکا

### دومین درمانگاه پیشگیری از بارداری

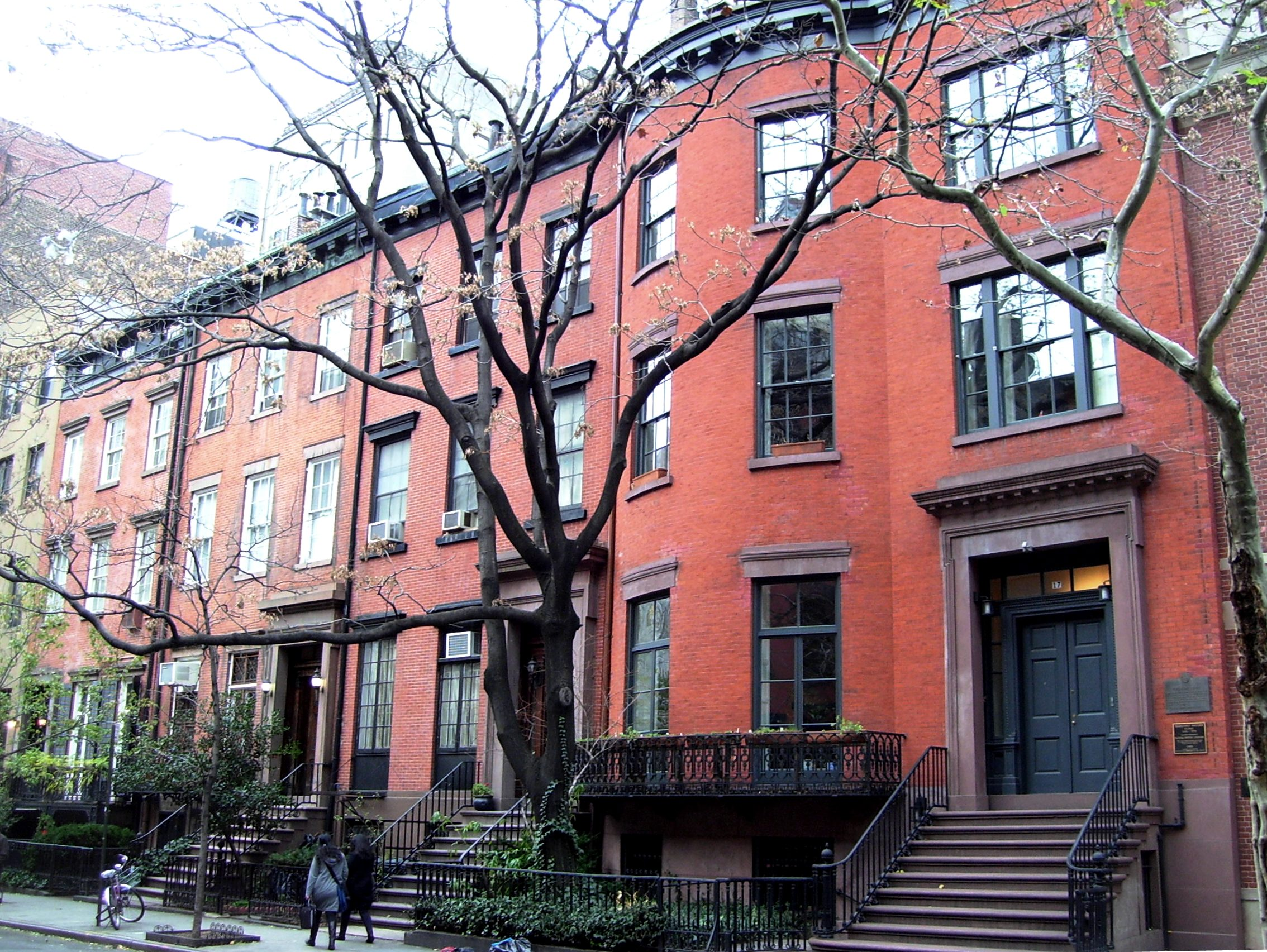
دفتر تحقیقات بالینی (درمانگاه مارگارت سنگر واقع در شهر نیویورک) که از سال ۱۹۳۰ تا ۱۹۷۳ فعال بود.

چهار سال پس از آن که دادگاه تجدید نظر نیویورک اجازهٔ پیشگیری از بارداری توسط پزشکان را صادر نمود، سنگر دومین درمانگاه پیشگیری از بارداری را افتتاح کرد، او هم‌زمان پزشکانی را نیز به استخدام درآورد تا در چارچوب حکم دادگاه به آن جنبهٔ رسمی ببخشد (اولین درمانگاه پیشگیری از بارداری، پرستاران را به کار گرفته بود). این درمانگاه که دومین درمانگاه بود، با نام دفتر تحقیقات بالینی، در دوم ژانویه ۱۹۲۳ افتتاح شد. برای جلوگیری از آزار و اذیت پلیس، ماهیت آن تبلیغ نگردید و مأموریت اصلی آن انجام تحقیقات علمی بود، و فقط به زنان متأهل خدمات ارائه می‌کرد. ماهیت اصلی این درمانگاه سرانجام در دسامبر سال ۱۹۲۳ اعلان عمومی شد؛ اما این بار هیچ‌گونه دستگیری یا بحثی وجود نداشت. این موضوع باعث شد تا کنشگران متقاعد شوند که پس از گذشت یک دهه درگیری، نهایتاً پیشگیری از بارداری در ایالات متحده مورد پذیرش قرار گرفته‌است. دفتر تحقیقات بالینی اولین درمانگاه قانونی پیشگیری از بارداری در ایالات متحده بود و به‌سرعت به پرچمدار مرکز تحقیقات پیشگیری از بارداری در جهان بدل شد.

## پیشرفت‌ها و عقب‌نشینی‌ها (۱۹۲۰–۱۹۴۰)

### گسترش مقبولیت و پذیرش

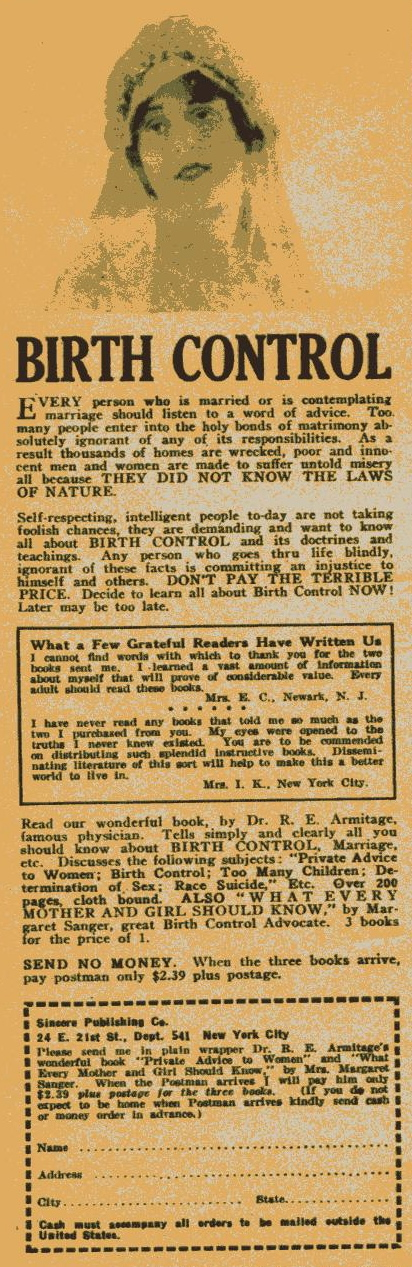
یک تبلیغ مربوط به پیشگیری از بارداری از سال ۱۹۲۶

پس از گشایش دفتر تحقیقات بالینی در سال ۱۹۲۳، بحث عمومی دربارهٔ پیشگیری از بارداری عادی‌تر و معمول‌تر شد و اصطلاح «پیشگیری از بارداری» در زبان عامه و محاورهٔ کشور تثبیت شد. از صدها مجله و روزنامهٔ دههٔ ۱۹۲۰ که به مسئله پیشگیری از بارداری پرداخته‌بودند، بیش از دو سوم آن‌ها به نفع پیشگیری از بارداری و در طرفداری از آن بودند. در دسترس بودن لوازم پیشگیری از بارداری، نشانگر پایان دوران سختگیرانهٔ اخلاقی دورهٔ ویکتوریا بود و باعث ظهور جامعه‌ای انعطاف‌پذیرتر نسبت به مسائل جنسی شد. از دیگر عواملی که باعث ایجاد هنجارهای جدید جنسی گردید، می‌توان به افزایش جابه‌جایی — که توسط اتومبیل میسر شده‌بود — و زندگی شهری ناشناس و همچنین رضایت و شادی پس از جنگ اشاره کرد. در سال ۱۹۲۵ گروهی از جامعه‌شناسان بر پایهٔ نظرسنجی‌ای که از زنان در شهر مونسی، ایندیانا انجام گرفته‌بود، دریافتند که تمامی زنان طبقه فرادست و بیش از ۸۰ درصد زنان طبقه کارگر پیشگیری از بارداری را تأیید و از آن حمایت می‌کنند. نرخ تولد در آمریکا در بین سال‌های ۱۹۲۰ و ۱۹۳۰، غالباً به خاطر استفاده از ابزار پیشگیری از بارداری، ۲۰ درصد کاهش یافت.

### مخالفت‌ها
هرچند که درمانگاه‌های پیشگیری از بارداری در سال‌های پایانی دههٔ ۱۹۲۰ رواج بیشتری پیدا کردند، اما جنبش هنوز با چالش‌های عمده‌ای روبه‌رو بود: هنوز بخش عظیمی از جامعهٔ پزشکی در مقابل پیشگیری از بارداری مقاومت نشان می‌دادند؛ حمایت و طرفداری از پیشگیری از بارداری، در فهرست سیاه صنعت رادیو قرار گرفته بود؛ قوانین ایالتی و فدرال با وجود آن که اجرا نمی‌شدند، اما همچنان پیشگیری از بارداری را غیرقانونی می‌شمردند.
اصلی‌ترین نیروی مخالف با پیشگیری از بارداری، کلیسای کاتولیک بود که به بسیج مخالفان و انجام تظاهرات بسیار علیه پیشگیری از بارداری در چندین محل مختلف در طی دههٔ ۱۹۲۰ دست زد. کاتولیک‌ها، شورای شهر سیراکیوس را متقاعد کردند تا سنگر را از انجام سخنرانی در سال ۱۹۲۴ منع کند. شورای ملی رفاه کاتولیک‌ها علیه پیشگیری از بارداری به مذاکره و لابی پرداخت. سازمان برادری کاتولیک، شوالیه‌های کلمبوس، هتل‌هایی را که میزبان مناسبت‌ها و کنفرانس‌های پیشگیری از بارداری بودند، تحریم کرد. رئیس پلیس کاتولیک آلبانی سنگر را از سخنرانی در آنجا منع کرد. شهردار کاتولیک بوستون جیمز کرلی سنگر را از سخنرانی در انظار عمومی منع کرد. چندین شرکت خبری نیز تحت فشار کاتولیک‌ها از انتشار مقالات مرتبط با پیشگیری از بارداری سر باز زدند. اما سازمان پیشگیری از بارداری آمریکا با دعوت خبرنگاران و رسانه‌ها برای بیان دلایلش از تحریم‌ها به نفع خود استفاده می‌کرد و از این طریق همدردی عموم جامعه را دریافت می‌نمود. با این حال قدرت لابی کاتولیک‌ها در قوهٔ مقننه زیاد بود و با استدلال آن که پیشگیری از بارداری غیرطبیعی، مضر، غیرقابل قبول و خارج از نجابت است، باعث منع چندین طرح از جمله طرح پیشنهادی مری دنت در سال ۱۹۲۴ در راستای ممانعت از قوانین پیشگیری از بارداری شد.
در دههٔ ۱۹۲۰ و در ایالات متحده، ده‌ها درمانگاه پیشگیری از بارداری افتتاح گردید که هیچ‌یک از آن‌ها بدون حادثه و درگیری نبود. در سال ۱۹۲۹ پلیس نیویورک به یک درمانگاه در آن شهر یورش برد و دو پزشک به همراه سه پرستار را به جهت ارائه اطلاعات پیشگیری از بارداری بدون ارتباط با پیشگیری از بیماری دستگیر کردند. در این محاکمه، سازمان ملی پیشگیری از بارداری آمریکا پیروزی بزرگی را به‌دست آورد؛ براساس حکم قاضی، پیشگیری از بارداری در راستای ایجاد فاصله بین یک بارداری تا بارداری دیگر، امری قانونی و از دیدگاه پزشکی برای سلامتی مادر مفید بود. در این دادگاه بسیاری از پزشکان برجسته به‌عنوان شاهد و برای دفاع حاضر شدند و بخش عظیمی از جامعهٔ پزشکی را به سمت طرفداری از پیشگیری از بارداری سوق دادند.

### به‌نژادی و نژاد

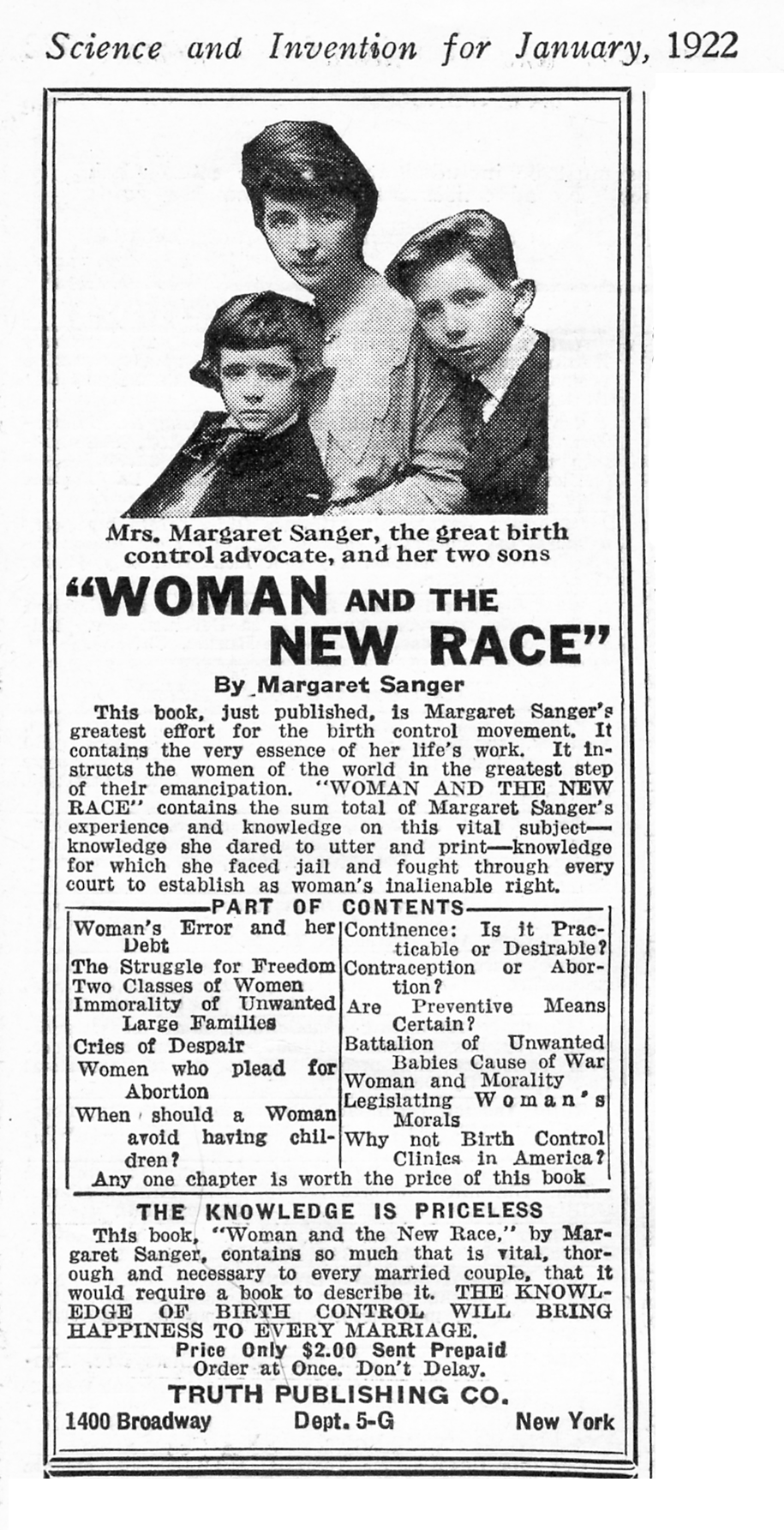
کتاب ۱۹۲۰ سنگر به‌نژادی را تأیید می‌کند.

پیش از ظهورِ جنبش پیشگیری از بارداری، اصلاح نژاد در اروپا و ایالات متحده محبوبیت زیادی کسب کرده‌بود و این موضوع به‌طور گسترده در مقالات، فیلم‌ها و سخنرانی‌ها مورد بحث قرار می‌گرفت. به‌نژادها احساسات چندگانه‌ای نسبت به پیشگیری از بارداری داشتند: آن‌ها نگران بودند که این امر باعث تشدید تفاوت نرخ تولد میان نژاد «برتر» و «پست‌تر» بشود. اما در عین حال متوجه ارزش این ابزار جهت «بهبود نژاد» نیز بودند. رهبران جنبش پیشگیری از بارداری هیچ‌گاه به‌نژادی را هدف اصلی خود قرار ندادند و به‌جای آن، بر روی آزادی بیان و حقوق زنان تمرکز داشتند؛ اما حدود سال ۱۹۲۰، آن‌ها در اندیشهٔ یافتن دلایل یکسانی برای ایدهٔ به‌نژادی بودند به این امید که با گره‌زدن این موضوع به به‌نژادی، حمایت گسترده‌تری را برای پیشگیری از بارداری به‌دست آورند. با پیوند خوردن ایدهٔ به‌نژادی با جنبش پیشگیری از بارداری از طریق دلایلی همچون مرتبط بودن تولد بیش از حد با فقر و همینطور جرم و بیماری، به‌نژادی توانست به جنبش پیشگیری از بارداری کمک نماید. سنگر دو کتاب در اوایل دههٔ ۱۹۲۰ با نام‌های «زن و نژاد جدید» و «محور تمدن» انتشار داد که به تأیید به‌نژادی می‌پرداختند. سنگر و دیگر طرفداران به‌نژادی به تأیید به‌نژادی منفی — که باززایی افراد «پست» را تقبیح می‌کرد — می‌پرداختند. اما از مرگ آسانی یا به‌نژادی مثبت — که افراد برتر را به باززایی تشویق می‌کرد — حمایتی نمی‌کردند. بسیاری از طرفداران به‌نژادی از حمایت از جنبش پیشگیری از بارداری خودداری کردند، چرا که سنگر، اعتقاد داشت «وظیفهٔ اصلی زن در قبال خودش است، نه در قبال دولت» و بر این اصل پافشاری می‌نمود.
مانند بسیاری از آمریکاییان سفیدپوست، در دههٔ ۱۹۳۰، برخی از رهبران جنبش پیشگیری از بارداری بر این باور بودند که نژاد افرادِ دارای پوست روشن‌تر، برتر از نژاد افرادِ دارای پوست تیره‌تر است. آن‌ها معتقد بودند که سیاه‌پوستان آمریکا عقب‌ماندهٔ ذهنی هستند و در مدیریت سلامت خود نسبتاً ناکارآمد هستند و احتیاج به نظارت خاص سفیدان دارند. به دلیل تسلط و حضور اکثریت سفیدپوست در مقام رهبری و کادر پزشکی، جنبش پیشگیری از بارداری از طرف سیاهان مورد اتهام نژادپرستی قرار گرفت و این شبهه را به‌وجود آورد که پیشگیری از بارداری در مقیاس گسترده به «خودکشی نژادی» بینجامد. این سوءظن‌ها و برداشت‌های بد باعث شد تا برخی از سفیدپوستان این موضوع را به معنی عدم تمایل سیاهان برای پیشگیری از باردای بدانند.

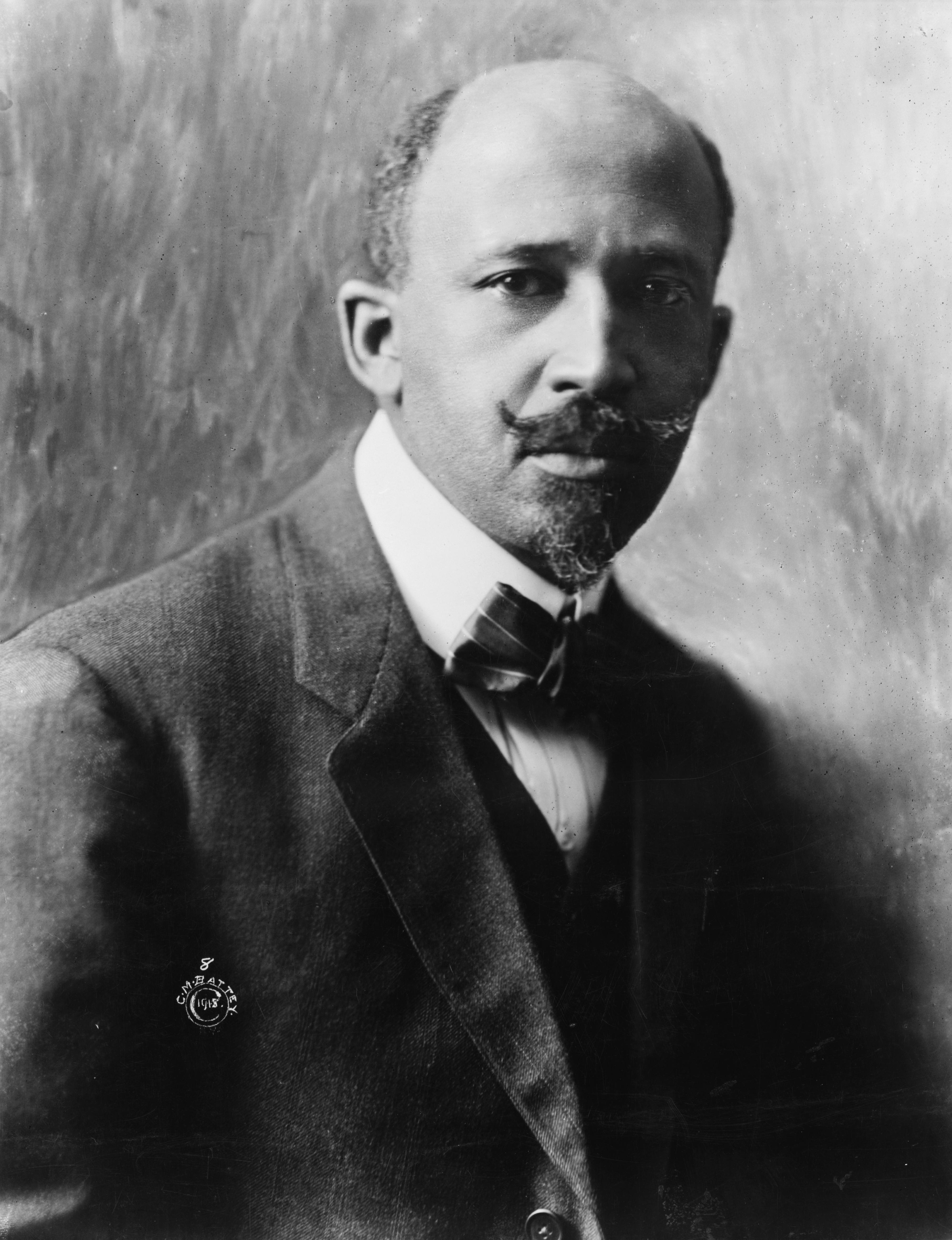
ویلیام دوبوآ که در درمانگاه پیشگیری از بارداری هارلم خدمت می‌کرد.

علیرغم این سوءتعبیرات، بسیاری از رهبران آفریقایی-آمریکایی از تلاش جهت عرضهٔ ابزار پیشگیری از بارداری در میان جامعهٔ سیاه‌پوستان آمریکا پشتیبانی کردند. در سال ۱۹۲۹ جیمز اچ.هیوبرت یک مددکار اجتماعی سیاه‌پوست و رئیس سازمان اتحادیه ملی شهری از سنگر درخواست کرد تا یک درمانگاه در هارلم افتتاح کند. سنگر هزینهٔ مالی را از مؤسسه مالی روزنوالد تأمین و درمانگاه را در سال ۱۹۳۰ بازگشایی کرد که کارکنان و پزشکان آن سیاه‌پوستان آمریکایی بودند. این درمانگاه توسط هیئت مشاور ۱۵ نفره‌ای متشکل از پزشکان، پرستاران، روحانیون، روزنامه‌نگاران و مددکاران آفریقایی-آمریکایی هدایت می‌شد. این موضوع در رسانه‌ها و کلیساهای آفریقایی-آمریکایی‌ها انتشار یافت و تاییدهٔ ویلیام دوبوآ، بنیان‌گذار انجمن ملی پیشرفت رنگین‌پوستان، را دریافت کرد. در اوایل دههٔ ۱۹۴۰ فدراسیون فرزندپروری تنظیم‌شده برنامه‌ای را با نام پروژهٔ نگرو که توسط بخش خدماتی سیاه‌پوستان مدیریت می‌شد، آغاز کرد. مانند درمانگاه هارلم، هدف اصلی دی‌ان‌اس و برنامه‌های آن، بهبود سلامت مادران و نوزادان بود. براساس تجربیاتی که سنگر در درمانگاه هارلم داشت، وی به دی‌ان‌اس پیشنهاد کرد که امکان آن که آمریکاییان سیاه‌پوست از یک پزشک هم‌نژاد خود حرف‌شنوی داشته‌باشند و مشاوره بگیرند بیشتر است، اما رهبران دیگر مخالفت کردند و اصرار داشتند که برای کمک‌رسانی بایستی نیروهای سفید استخدام شوند. اظهارات و اقدامات تبعیض‌آمیزی که توسط رهبران جنبش بین دههٔ ۱۹۲۰ تا دههٔ ۱۹۳۰ انجام می‌شد، باعث ادامهٔ اتهام نژادپرستانه بودن جنبش شد.

### گسترش دسترسی

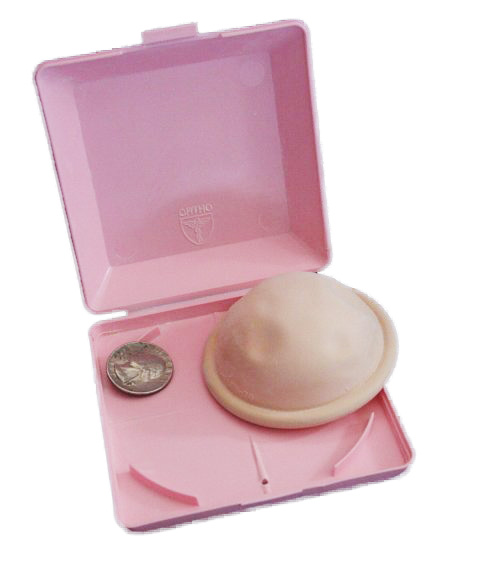
دیافراگم معمول‌ترین روش زنانه پیشگیری از بارداری پیش از قرص‌های ضدبارداری (یک نمونهٔ امروزی در مقیاس یک سکهٔ ۲۵ سنتی آمریکا).

دو تصمیم قانونی مهم در دههٔ ۱۹۳۰ میلادی باعث گسترش دسترسی به ابزار پیشگیری از بارداری گردید؛ در سال ۱۹۳۰ دو تولیدکنندهٔ کاندوم علیه یکدیگر در پرونده‌ای با نام یانگز رابر شکایت کردند و قاضی حکم بر آن داد که تولید ابزار پیشگیری از بارداری یک حرفهٔ قانونی است. او پا را از این فراتر گذاشته و اعلام داشت؛ قانون فدرال که به منع ارسال پستی کاندوم می‌پردازد وجههٔ قانونی ندارد. سنگر برای تسریع در روند دومین جنگ دادگاهی، سفارش یک دیافراگم را در سال ۱۹۳۲ از ژاپن داد، با امید آن که دست برتر را در جنگ تعیین‌کنندهٔ دادگاه‌ها داشته باشد. دیافراگم توسط دولت ایالات متحده توقیف شد و پس از آن چالشی که سنگر ایجاد کرده‌بود، موجب تشکیل پرونده‌ای به نام بستهٔ الحاقی در سال ۱۹۳۰ شد که قاضی آن آگوستوس هند بود. تصمیم وی، یک مادهٔ قانونی مهم بود که منع پزشکان از دسترسی به ابزار پیشگیری از بارداری را لغو کرد. این پیروزی دادگاهی باعث تشویق انجمن پزشکی آمریکا شد تا نهایتاً در سال ۱۹۳۷ پیشگیری از بارداری را به‌عنوان خدمات معمول پزشکی و به‌عنوان یک جزء اصلی از برنامه درسی دانشکده پزشکی قرار دهد. با این حال جامعهٔ پزشکی برای پذیرش این مسئولیت به کندی عمل می‌کرد و زنان همچنان تا دههٔ ۱۹۶۰ به روش‌های غیرایمن و بی‌اثر و مشاورهٔ نادرست پیشگیری از بارداری از منابع اطلاعات غلط اعتماد می‌کردند.
تا سال ۱۹۳۸ بیش از ۴۰۰ برند تولیدکنندهٔ ابزار پیشگیری از بارداری در بازار وجود داشتند، و بیش از ۶۰۰ برند پیشگیری از بارداری زنانه در دسترس بود، و درآمد صنعت آن بالغ بر ۲۵۰ میلیون دلار در سال بود. کاندوم از طریق دستگاه فروش خودکار موجود در برخی از دستشویی‌های عمومی به فروش می‌رفت. مردان بیش از دوبرابر هزینه‌ای که برای اصلاح انجام می‌دادند، خرج کاندوم می‌کردند. باوجود آن که کاندوم در دههٔ ۱۹۳۰ معمول شد، فمینیست‌های حاضر در جنبش احساس کردند که پیشگیری از بارداری بایستی از امتیازات زنان باشد؛ بنابراین به گسترش ابزار پیشگیری از بارداری تحت کنترل زنان ادامه دادند. کارزاری که در نهایت موجب پیداش قرص ضدبارداری در دهه‌های بعد شد. برای افزایش دسترسی به ابزار پیشگیری از بارداری با کیفیت بالا طرفداران پیشگیری از بارداری شرکت هلند-رنتوس را جهت تولید ابزار پیشگیری از بارداری تأسیس کردند، که به تولید دیافراگم که شیوهٔ پیشنهادی سنگر بود، می‌پرداخت. در دههٔ ۱۹۳۰ استفاده از دیافراگم همراه با اسپرم‌کش به رایج‌ترین روش تجویزی تبدیل شده‌بود. که در سال ۱۹۳۸ میلادی، ۸۵ درصد فروش سالانهٔ پیشگیری از بارداری زنانه را به خود اختصاص داده‌بود.

### فرزندپروری تنظیم‌شده
پروندهٔ بستهٔ الحاقی دادگاه ۱۹۳۶ مشهور به وان پکیج موجب شد تا دو سازمان پیشگیری از بارداری و درمانگاه تحقیقات بالینی با یکدیگر متحد شوند تا بتوانند دفاعیه موفقیت‌آمیزی داشته‌باشند. رهبران هر دو گروه آن را موقعیت مساعد جهت ادغام دو سازمان یافتند؛ بنابراین در سال ۱۹۳۷ شورای پیشگیری از بارداری آمریکا (BCCA) تحت رهبری سنگر تأسیس شد تا این اتحاد را شکل دهد. این تلاش‌ها موجب شد تا نهایتاً دو سازمان در سال ۱۹۳۹ تحت عنوان فدراسیون پیشگیری از بارداری آمریکا ادغام بشود. با وجود آن که سنگر همچنان نقش رهبر را داشت اما دیگر قدرت پیشین سال‌های ابتدایی جنبش را نداشت و در سال ۱۹۴۲ نیروهای محافظه‌کاری که اکثریت را در سازمان داشتند، نام این سازمان را به فرزندپروری تنظیم‌شده تغییر دادند نامی که سنگر به دلیل دارا بودن حسن تعبیر زیاد، به آن اعتراض داشت.
جنبش قانونی کردن پیشگیری از بارداری هم‌زمان با تأسیس سازمان فرزندپروری تنظیم‌شده به‌آهستگی به نتیجه رسید. در سال‌های ۱۹۴۲ بیش از ۴۰۰ سازمان پیشگیری از بارداری در آمریکا وجود داشت. پیشگیری از بارداری کاملاً توسط حرفهٔ پزشکی مورد پذیرش قرار گرفته‌بود و قوانین ضد پیشگیری از بارداری کامستاک — که همچنان کتبی باقی‌مانده — وجود داشت، اما به‌ندرت اجرا می‌شد.

## تحولات بعدی و پیامدهای جنبش
پس از جنگ جهانی دوم، رهبری سازمانِ فرزندپروری تنظیم‌شده، از تأکید بر فمینیسم رادیکال کاست و تمرکز خود را بیشتر بر زمینه‌های معتدل‌تری مانند تنظیم خانواده و سیاست تنظیم جمعیت تغییر داد. از این زمان، طرفداران حقوق فرزندپروری بر روی سقط جنین، بودجهٔ عمومی و پوشش بیمه‌گذاری تمرکز کردند.
طرفداران پیشگیری از بارداری همچنین در پی همکاری‌های مشترک و افتتاح سازمان‌های پیشگیری از بارداری در سرتاسر جهان، دارای یک وجههٔ شناخته‌شدهٔ بین‌المللی گشتند. سنگر کمک کرد تا کمیتهٔ بین‌المللی فرزندپروری تنظیم‌شده ایجاد شود که بعدها به فدراسیون بین‌المللی فرزندپروری تنظیم‌شده، تغییر نام داد. این سازمان خیلی زود به بزرگترین سازمان مردم‌نهاد بین‌المللی فرزندپروری تنظیم‌شده تبدیل شد. در سال ۱۹۵۲ جان. دی راکفلر سوم سازمان اثرگذاری به نام شوررای جمعیت را تأسیس کرد. ترس از ازدیاد جمعیت جهانی به یک مسئلهٔ مهم در سال‌های ۱۹۶۰ تبدیل شده‌بود که کانون توجهات را به سمت آلودگی، کمبود غذا و کیفیت زندگی جلب کرد و باعث ایجاد کارزارهای انسجام‌یافتهٔ پیشگیری از بارداری در سرتاسر جهان شد. در سال ۱۹۹۴ کنفرانس بین‌المللی جمعیت و توسعه و در سال ۱۹۹۵، چهارمین کنفرانس جهانی زنان، ضمن اشاره به اعلامیهٔ حقوق بشر در همین زمینه، اختیار زن در قبال بدن و جسمش را به‌عنوان حقوق زنان مورد تأیید قرار دادند.

در سال‌های ۱۹۶۰ و ۱۹۷۰ و با طغیان اقدامات قانونی در ایالات متحده، چشم‌انداز حقوق باروری تغییر کرد: در سال ۱۹۶۵ دیوان عالی ایالات متحده آمریکا در پروندهٔ گریزولد در برابر کنتیکت حکمی را صادر کرد که به موجب آن هر اقدام دولتی که باعث منع استفادهٔ پیشگیری از بارداری برای زوج‌های متأهل شود، خلاف قانون اساسی خواهد بود. در سال ۱۹۶۷ کنشگری به نام بیل بیرد به دلیل توزیع ابزار پیشگیری از بارداری همانند فوم و کاندوم در میان دانش‌آموزان و در حین درس دربارهٔ پیشگیری از بارداری و سقط جنین در دانشگاه بوستون بازداشت شد. درخواست دادگاه تجدید نظر او باعث ایجاد پرونده‌ای با نام آیزن‌اشتات-بیرد در سال ۱۹۷۲، در دیوان عالی ایالت متحده آمریکا شد که موجب بسط حکم دادگاه پیشین برای زوج‌هایی شد که ازدواج نکرده‌بودند. در نتیجه پیشگیری از بارداری را به یک حق قانونی برای تمامی آمریکایی‌ها بدل ساخت.
کنگره ایالات متحده در سال ۱۹۷۰، اقدام به پاک نمودن ارجاعات به منابع قانونی قوانین فدرال ضد-مستهجن نمود. و در سال ۱۹۷۳ حکم دادگاه در پروندهٔ رو در برابر وید، سقط جنین را در ۳ ماههٔ اول بارداری قانونی ساخت.

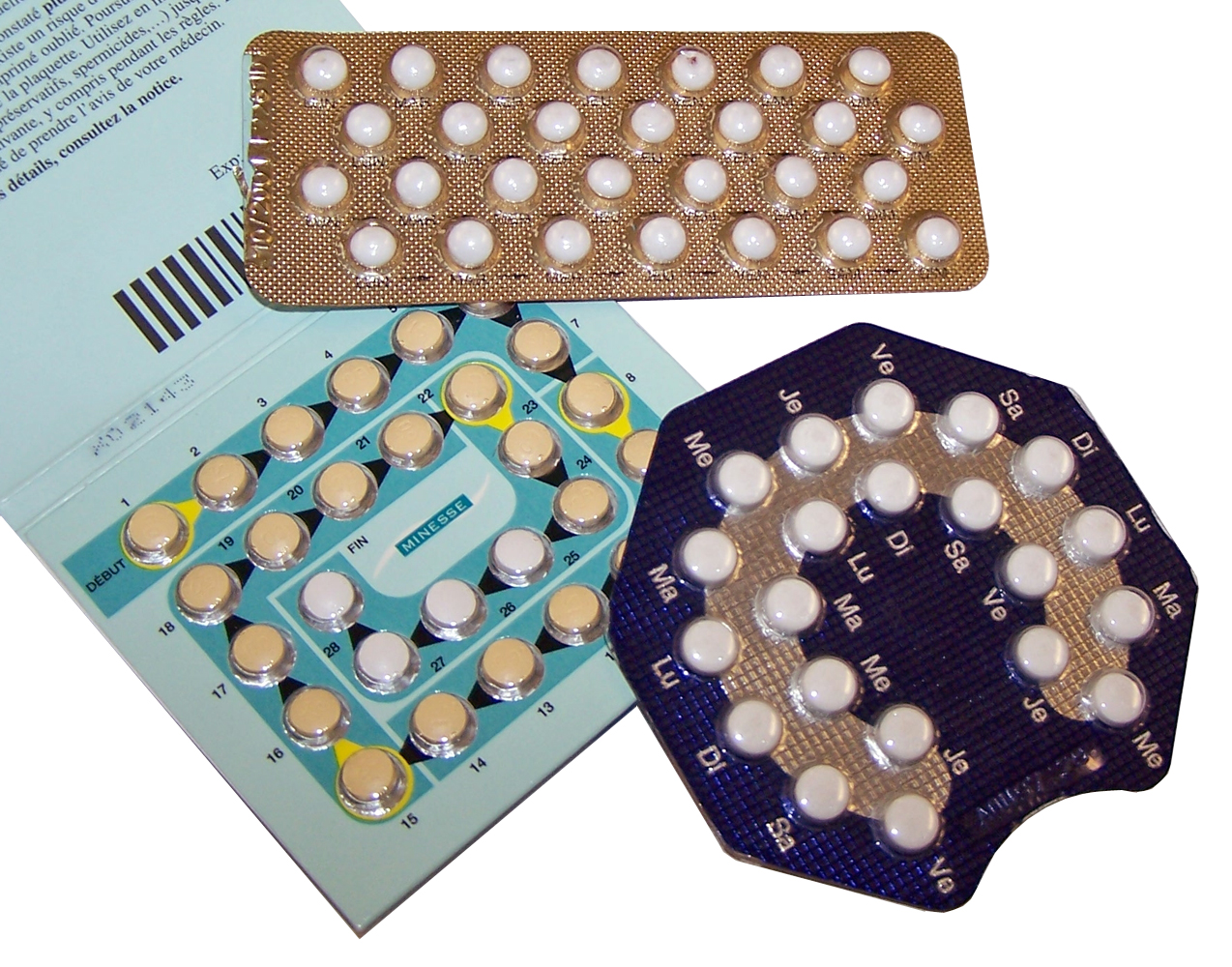
قرص‌های ضدبارداری

در همین دوران صنعت داروسازی پیوسته در حال توسعهٔ روش‌های پیشگیری از بارداری بود. در اوایل سال‌های ۱۹۵۰ یک بشردوست، به نام کاترین دکستر مک‌کورمیک، منابع مالیِ زیست‌شناسی به نام گریگوری گودوین پینکوس را فراهم نمود تا وی بتواند به گسترش قرص‌های ضدبارداری بپردازد که در سال ۱۹۶۰ نیز این داروها توسط سازمان غذا و دارو آمریکا مورد تأیید قرار گرفت. این قرص‌ها محبوبیت بسیاری پیدا کردند و تأثیر شگرفی بر جامعه و فرهنگ آن گذاشتند. قرص‌های پیشگیری از بارداری باعث افزایش چشمگیر تعداد محصلین و فارغ‌التحصیلان زن شد. شکل‌های جدیدی از ابزار آی‌یودی در سال‌های ۱۹۶۰ به بازار معرفی شد و محبوبیت شیوه‌های پیشگیری از بارداریِ درازمدتِ قابل‌بازگشت را افزایش داد.
در سال ۱۹۸۲ و در اروپا، داروی میفپریستون تولید شد که ابتدا جهت پیشگیری از بارداری بود، اما در حال حاضر به همراه پروستاگلاندین تجویز می‌شود تا باعث سقط جنین در زنان باردار بالای چهار ماه شود. برای احتراز از تحریم شدن توسط مصرف‌کنندگانی که با کمک سازمان‌های ضد سقط جنین سازماندهی و بسیج شده‌بودند، تولیدکننده، حق تولید آمریکایی آن را به لابراتوار دنکو اهدا کرد که توسط طرفداران سقط جنین تأسیس شده‌بود. هدف کلی، درامان‌ماندن از تحریم و امکان ادامهٔ توزیع داروی میفپریستون در ایالات متحده بود.
در سال ۱۹۹۷ سازمان غذا و داروی آمریکا، تجویز پیشگیری اضطراری از بارداری را — که با نام قرص صبح روز بعد هم شناخته می‌شود — تأیید کرد که در سال ۲۰۰۶ به‌عنوان داروی بدون نسخه در دسترس قرار گرفت. در سال ۲۰۱۰ میلادی، الا وان، که یک ابزار مؤثرتر برای پیشگیری از بارداری اضطراری تا پنج روز پس از آمیزش جنسی محافظت‌نشده بود، تأییدیه گرفت.
پنجاه تا شصت درصد مراجعین سقط جنین در شرایطی باردار شده‌بودند که امکان استفاده از ابزار ضدبارداری اضطراری فراهم بوده‌است. این ابزارهای پیشگیری از بارداری اضطراری که شامل پلن بی و الا وان می‌شوند میدان جنگ دیگری در جنجال آغاز بارداری برای نبرد دربارهٔ حقوق باروری به‌وجود آورده‌اند. مخالفان این ابزار، آن‌ها را گونه‌ای از سقط جنین می‌دانند. به دلیل آن که می‌تواند در توانایی جنین لقاح‌شده برای لانه‌گزینی در رحم تداخل ایجاد کند. در حالی که طرفداران آن‌ها معتقدند که این کار سقط جنین نیست زیرا که فقدان لانه‌گزینی به معنی آن است که بارداری هیچ‌گاه آغاز نشده‌است.
در سال ۲۰۰۰ میلادی، کمیسیون فرصت‌های شغلی برابر، حکم بر آن داد که شرکت‌هایی که به کارکنان خود، بیمه جهت داروهای تجویزی (داروهای با نسخه) ارائه می‌دهند اما ابزار و داروهای پیشگیری از بارداری را از لیست ارائه خود حذف کرده‌اند، متخلف بوده و نقض لایحه حقوق مدنی ۱۹۶۴ را انجام داده‌اند.
رئیس‌جمهور ایالات متحده آمریکا باراک اوباما در تاریخ ۲۳ مارس ۲۰۱۰ لایحه حفاظت از بیمار و مراقبت مقرون‌به‌صرفه (مخفف:ای‌سی‌ای) را به امضا رساند. از تاریخ ۱ اوت ۲۰۱۱ پیشگیری از بارداری زنان به فهرست خدمات پیشگیرانه که توسط ای‌سی‌ای و بدون پرداخت مشترک ارائه می‌شود اضافه شد. فرمان پیشگیری از بارداری در تمام برنامه‌های بیمه‌های سلامت و در تمام ایالت‌ها اعمال شد. بیمه‌های پیشین (پیش از تاریخ ۲۳ مارس ۲۰۱۰)، نیازی به پیروی از این قانون نداشتند مگر آنکه تغییرات اساسی در آن‌ها رخ دهد. بیمهٔ پیشین تنها در صورتی می‌توانست پابرجا بماند که مشمول برنامهٔ گروهی موجود و منحل نشده‌باشد و یا حالت خویش‌فرمایی داشته‌باشد که قبل از امضای قانون اوباما، به فرزندان قانونی از نسل مستقیم، واگذار شده‌باشد.
موسسه گوتمکر اشاره می‌کند که حتی پیش از اعمال قانون فدرال نیز بیست و هشت ایالت، تعهد خود مبنی بر ارائهٔ حق‌بیمهٔ سلامت به وسیلهٔ پوشش دادن و حمایت از نسخه‌های شامل وسایل و داروهای ضد پیشگیری از بارداری را به‌جا می‌آوردند، اما حکم فدرال منع جدیدی را به‌وجود آورد که شامل ممنوعیت شرکت‌های بیمه از حمایت و پرداخت این‌گونه نسخه‌ها بود.
در سال ۲۰۱۷ دولت ترامپ فرمانی اجرایی را صادر کرد که به بیمه‌گذاران و کارفرمایان اجازهٔ اجتناب از ارائهٔ پیشگیری از بارداری را در صورتی که این عمل مغایر با «اعتقادات دینی» یا «اعتقادات اخلاقی» آن‌ها باشد را می‌دهد. با این حال بعدها در همان سال قاضی فدرال وندی بیتلستون دستور توقف موقتی اجرای این قانون را توسط دولت ترامپ داد.
تأثیرات جنبش پیشگیری از بارداری بر دیگر جنبش‌های حقوق باروری ازجمله جنبش حقوق سقط جنین و روند تاریخی آن در ایالات متحده را می‌توان دید. سازمان‌های تأسیس‌شده در مدت جنبش پیشگیری از بارداری مانند درمانگاه مارگارت سنگر در اوایل سال‌های ۱۹۷۰ میلادی فدراسیون فرزندپروری تنظیم‌شده آمریکا در نیویورک که نخستین درمانگاهی بود که خدمات سقط جنین را ارائه می‌دادند راه را برای این جنبش هموار کردند. نهایتاً در سال ۱۹۷۳ در پروندهٔ رو در برابر وید و با ارجاع به قانون حریم شخصی، حکم دادگاه حق سقط جنین امن و قانونی را در سه ماههٔ اول بارداری تضمین کرد که این حکم به یک قانون بدل شد. با ادامهٔ گسترش قوانین سقط جنین درگیری‌ها بیشتر شد و مخالفان آن موسوم به جنبش حامی زندگی ایالات متحده آمریکا بین سال‌های ۱۹۸۰ تا ۱۹۹۰ اعتراضات خود را ادامه دادند. این مخالفت‌ها همچنان در سطوح قانونی و اجتماعی در جریان است. در ۱۹ ژانویهٔ سال ۲۰۱۸ مخالفان سقط جنین تظاهراتی انجام دادند و در مقابل کاخ سفید دونالد ترامپ برای آن‌ها سخنرانی کرد.

## واژگان
1. ↑  Emma Goldman
2. ↑  Mary Dennett
3. ↑  Margaret Sanger
4. ↑  Birth Control Review
5. ↑  rubber goods
6. ↑  womb supporters
7. ↑  Lower East Side
8. ↑  Committee of One Hundred
9. ↑  William J. Robinson
10. ↑  Blanche Ames Ames
11. ↑  New York Women's Publishing Company (NYWPC)
12. ↑  Kitty Marion
13. ↑  Suffragette
14. ↑  Birth Control Review
15. ↑  The Sex Side of Life
16. ↑  National Birth Control League (NBCL)
17. ↑  American Birth Control League (ABCL)
18. ↑  Clinical Research Bureau (CRB)
19. ↑  National Association for the Advancement of Colored People (NAACP)
20. ↑  Birth Control Federation of America (BCFA)
21. ↑  Division of Negro Service (DNS)
22. ↑  American Medical Association